# Cyrtodactylus derongo
Espèce
Cyrtodactylus derongo est une espèce de geckos de la famille des Gekkonidae.

## Répartition
Cette espèce est endémique de Papouasie-Nouvelle-Guinée. Elle se rencontre dans le bassin de l'Alice River.

## Publication originale
- Brown & Parker, 1973 : A new species of Cyrtodactylus (Gekkonidae) from New Guinea with a key to species from the island. Breviora, n. 417, p. 1-7 (texte intégral).